# بوب داهل
بوب داهل (بالإنجليزية: Bob Dahl)‏ هو لاعب كرة قدم أمريكية أمريكي، ولد في 5 نوفمبر 1968 في شيكاغو في الولايات المتحدة.

## وصلات خارجية
- بوب داهل على موقع مرجع كرة القدم المحترفة.كوم (الإنجليزية)